# Bergkirche Beucha

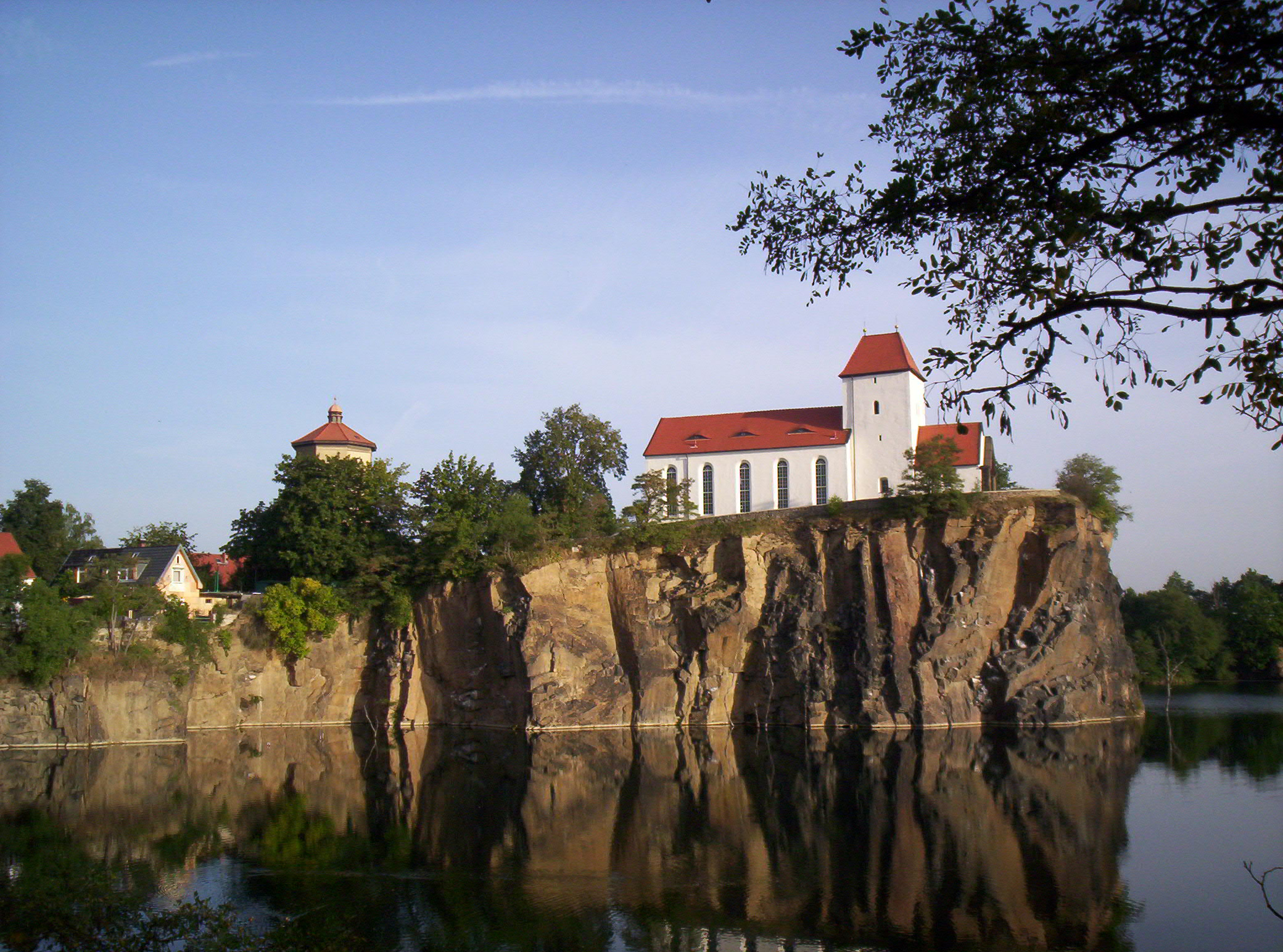
Bergkirche Beucha über dem Kirchbruch-See (2006)

Die Bergkirche Beucha ist ein im 13. Jahrhundert entstandener und 1848 erweiterter, ursprünglich romanischer Sakralbau der Evangelisch-Lutherischen Landeskirche Sachsens auf dem Kirchberg von Beucha, einem Ortsteil der Gemeinde Brandis im sächsischen Landkreis Leipzig. Die Kirche steht unter Denkmalschutz.
Den Kirchbruch Beucha, über dem die Bergkirche Beucha thront, zeichnete die Akademie für Geowissenschaften und Geotechnologien e. V. im September 2019 mit dem Prädikat „Nationaler Geotop“ aus – die Auszeichnung gilt für zehn Jahre. Der Kirchbruch Beucha ist der dritte Nationale Geotop im Geopark Porphyrland.

## Lage
Die Kirche steht auf dem 147 Meter hohen Beuchaer Kirchberg, der die Umgebung um mehr als 20 Meter überragt, sodass sie von weitem zu sehen ist. Wegen der Höhenlage wird sie – wie auch die Kirche Panitzsch und die Kirche Hohen Thekla – landläufig als einer der „Drei Hohepriester“ im Leipziger Umland bezeichnet.
Der Beuchaer Kirchberg besteht aus Granitporphyr, der hier seit dem 15. Jahrhundert gebrochen wurde. Der exzessive Abbau seit dem letzten Viertel des 19. Jahrhunderts führte dazu, dass die Kirche nun auf einem Bergsporn steht, der von drei Seiten von einem 3,5 Hektar großen See umgeben ist, da sich der 1958 aufgelassene Bruch mit Wasser gefüllt hat. Diese reizvolle Lage machte sie zu einer der meist fotografierten Kirchen im Leipziger Land.
Der Weg hinauf zur Kirche führt durch einen achteckigen, viergeschossigen Turm: den ehemaligen Wasserturm von Beucha, der jetzt als Einlassbauwerk zum Kirchhof dient.

## Beschreibung

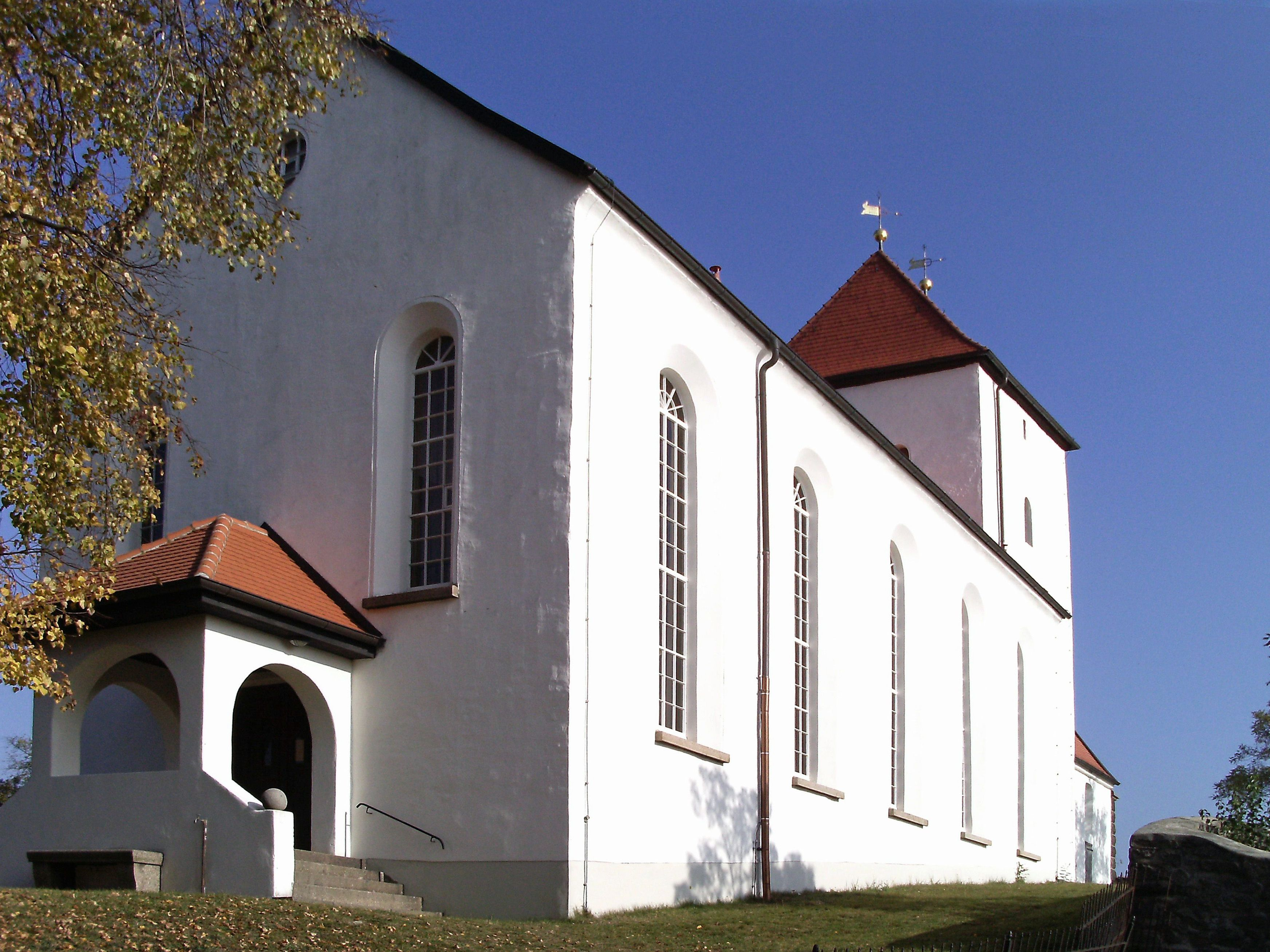
Die Kirche von Südwesten (2011)

### Architektur
Das Kirchengebäude besteht im Wesentlichen aus drei Bauteilen, dem Langhaus im Westen, dem sich nach Osten anschließenden Turm und der folgenden Sakristei. Das Langhaus mit einem Satteldach besitzt fünf Fensterachsen mit hohen Rundbogenfenstern. Seinem Westgiebel mit zwei Fenstern ist eine kleine Eingangshalle mit Treppenzugang vorgelagert. Der massige, gegenüber der Langhausbreite zurückweichende Turm mit kleinen Fenstern und einem Walmdach in Ost-West-Richtung mit zwei Wetterfahnen ist im Inneren über einen großen Rundbogen an das Langhaus angeschlossen. Während das Langhaus eine Flachdecke besitzt, finden sich in der Turmhalle und der gegenüber dem Turm nochmals schmaleren Sakristei Kreuzgewölbe. Der Giebel der Sakristei trägt eine Holzinstallation. Nach Norden schließt sich an die Sakristei die kleine Leichenhalle an.
Durch die Anordnung des Turmes im Osten über dem Chor, der heutigen Turmhalle, zählt die Beuchaer Kirche zu den Chorturmkirchen.

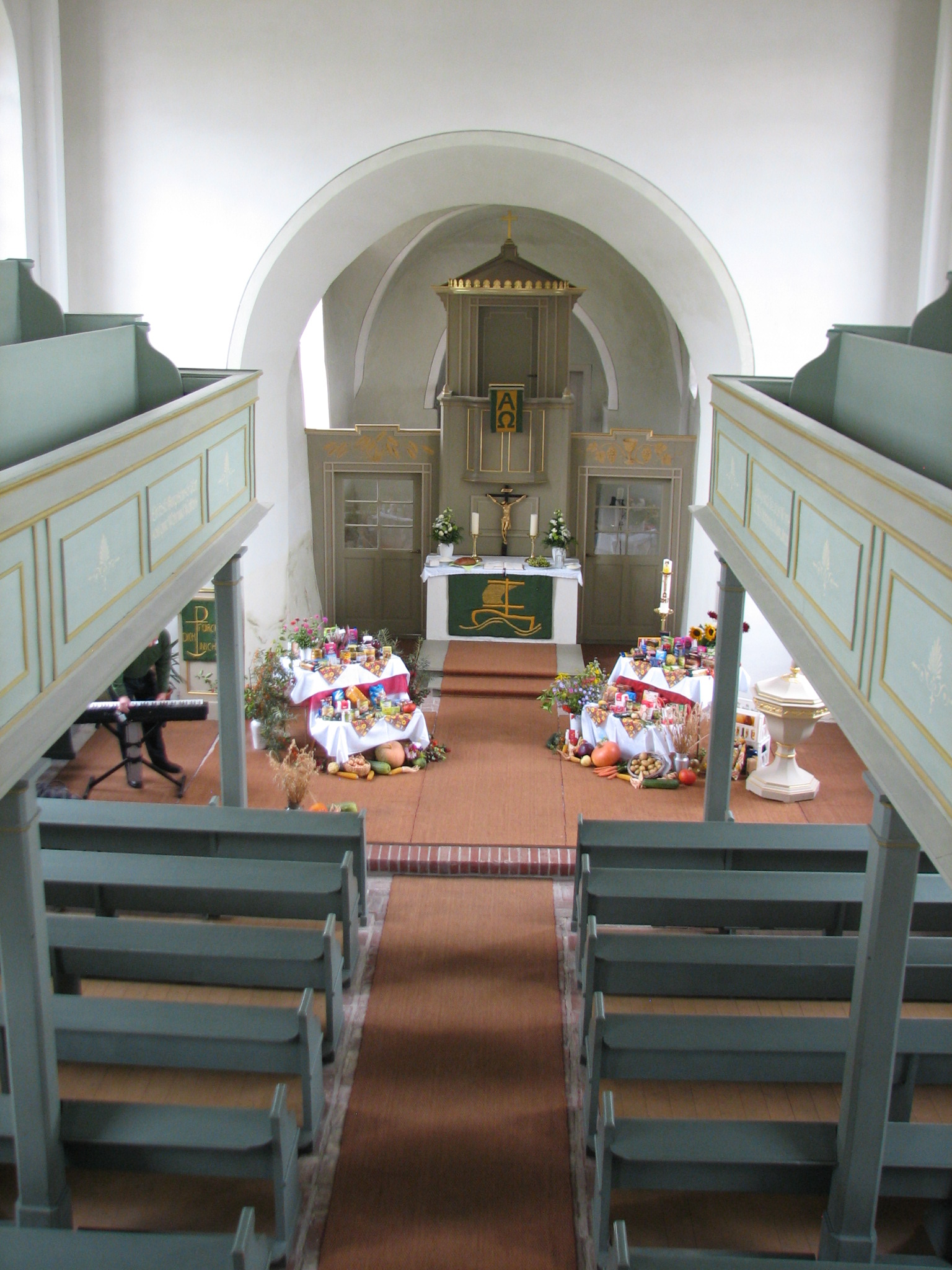
Das Kirchenschiff
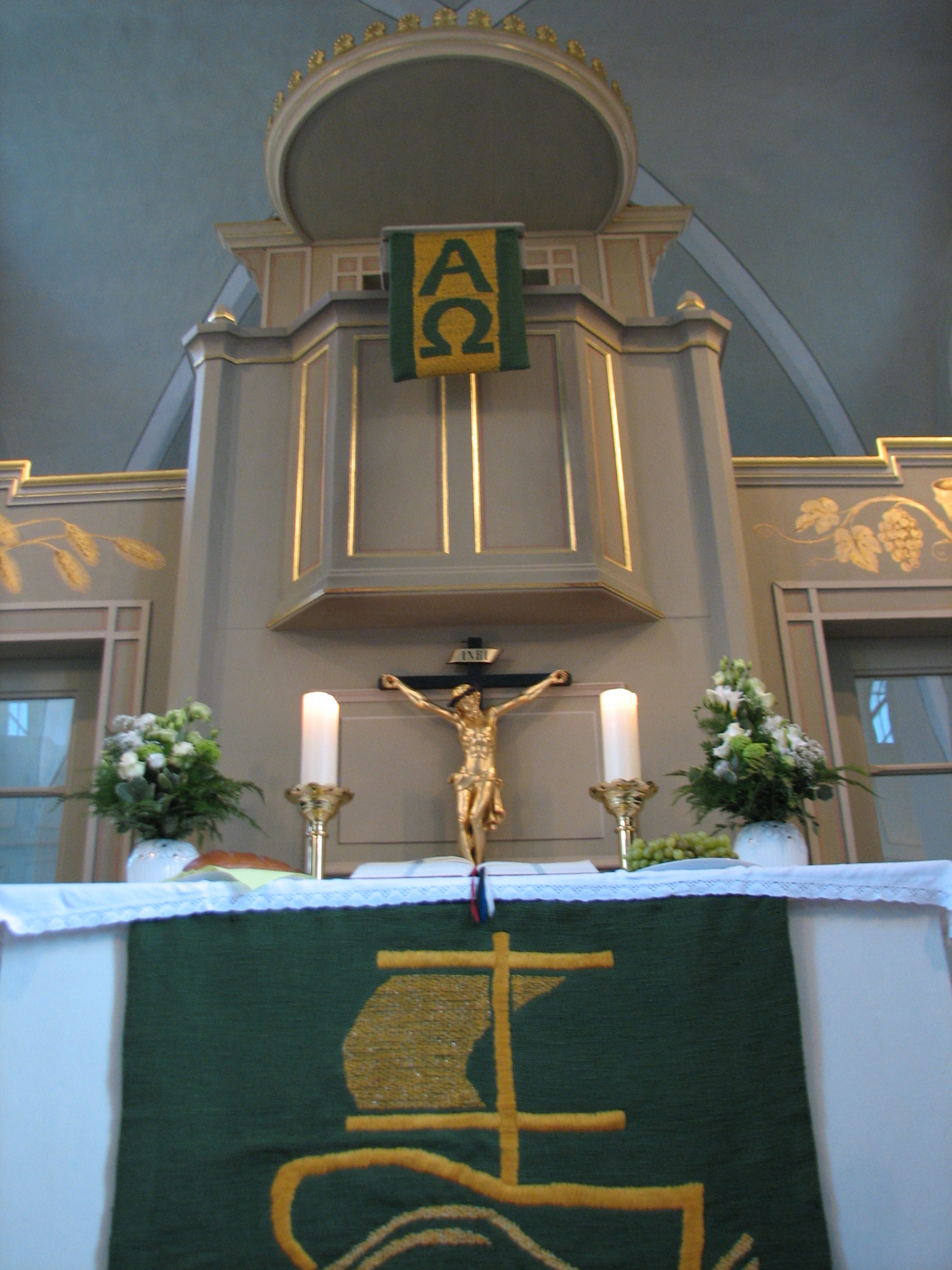
Der Kanzelaltar

### Ausstattung
Die Kirche ist im Inneren relativ schlicht gehalten. Das glatte Weiß der Wände kontrastiert mit der graugrünen Möblierung. Eine Dreiseiten-Empore hat als Schmuck goldgerandete Felder mit Ornamenten und Sprüchen.
Der Kanzelaltar steht in der Öffnung zwischen Langhaus und Turmhalle. Hinter dem Altartisch, zu dem zwei Stufen führen, ist ein Kruzifix angebracht. Darüber erhebt sich, leicht hervortretend, die Kanzel mit einem runden Schalldeckel. Die Seitenteile des mit sparsamem Goldschmuck versehenen Altars zeigen über ihren Fenstern Ähren und Reben. Durch die Anordnung des Altars dient die Turmhalle nur der Aufnahme der Treppe zur Kanzel.
Im Altarraum stehen der Taufstein, ein Lesepult und die Osterkerze.

### Orgel

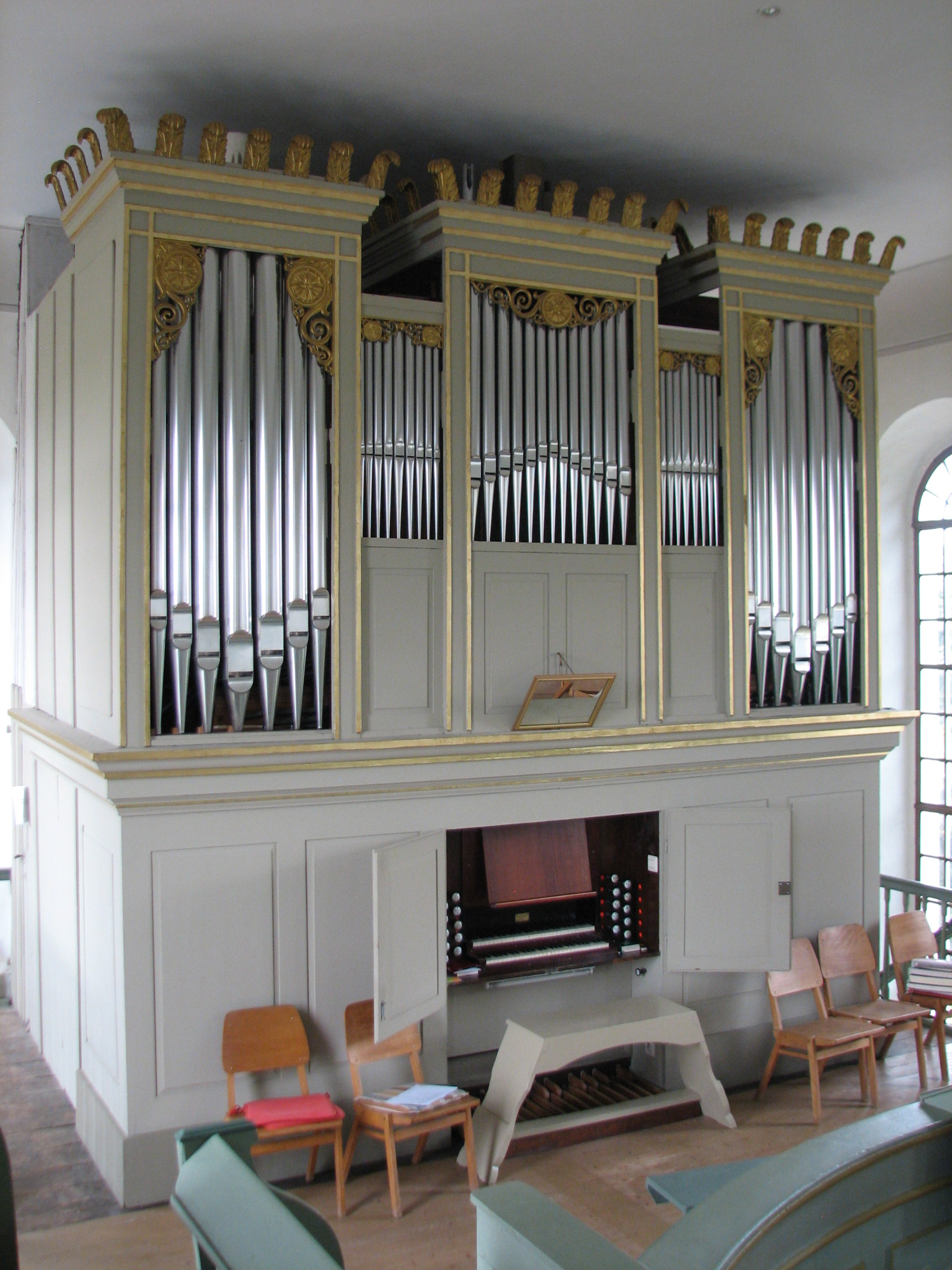
Die Orgel

Zwischen 1790 und 1792 reparierte Johann Gottlob Trampeli (1742–1812) das bereits vorhandene pedallose Orgelwerk und erweiterte es. 1847/1748 überholte Wilhelm Hellermann aus Lauchstädt die Arbeit seines Vorgängers. 1929 war der Zustand der Orgel so, dass sie der Organist Karl Hoyer (1891–1936) als „Ruine“ bezeichnete.
1931 baute Alfred Schmeisser (1878–1957) in das Hellermann-Gehäuse die 1863 entstandene Kreutzbach-Orgel aus der Martin-Luther-Kirche in Markkleeberg-Gautzsch ein. 1945 wurde die Orgel durch Bomben beschädigt und ausgebaut. Schmeisser baute 1954 die Orgel wieder ein, dabei wurde die Disposition verändert. Wegen großer Schäden am Bauwerk wurde 1989 das Pfeifenwerk in die Sakristei in Sicherheit gebracht.
Im Jahr 2005 stellte der Restaurator Ernst das Orgelgehäuse wieder her, und 2006 baute Orgelbaumeister Georg Wünning (1948–2025) aus Großolbersdorf die Orgel wieder ein. Am 16. April 2006 erklang nach 17-jähriger Zwangspause die Schmeisser-Orgel wieder.
Die Disposition der Orgel von 1954 lautet:
| I Manual C– |             |     |
| 1.          | Pommer      | 16′ |
| 2.          | Prinzipal   | 8′  |
| 3.          | Gemshorn    | 8′  |
| 4.          | Flöte       | 4′  |
| 5.          | Oktave      | 4′  |
| 6.          | Oktave      | 2′  |
| 7.          | Cornett III |     |
| 8.          | Mixtur III  |     |

| II Manual C– |             |        |
| 9.           | Gedackt     | 8′     |
| 10.          | Prinzipal   | 4′     |
| 11.          | Waldflöte   | 2′     |
| 12.          | Spitzquinte | 1 ⁄3′  |
| 13.          | Sifflöte    | 1′     |
| 14.          | Terzflöte   | 1 3⁄5′ |
| 15.          | Zimbel III  |        |

| Pedal C– |               |     |
| 16.      | Subbass       | 16′ |
| 17.      | Prinzipalbass | 8′  |
| 18.      | Cello         | 8′  |
| 19.      | Choralflöte   | 4′  |

- Koppeln: I/II Manualkoppel, Pedalkoppel

### Glocken
Das Geläut besteht aus drei Bronze-Glocken: die älteste mit dem Ton as′ +3 stammt aus dem 15. Jahrhundert von einem unbekannten Gießer, die große mit dem Ton g′ -3, im Jahr 1646 gegossen von Georg Schesler in Leipzig, sowie die kleine mit dem Ton c″ +13, im Jahr 2008 gegossen in der Kunst- und Glockengießerei Lauchhammer.

## Geschichte
Zwischen 1000 und 1200 gab es auf dem Kirchberg eine slawische Kultstätte, bevor die Region missioniert wurde. Die ursprüngliche Wehrkirche wurde 1280 erstmals urkundlich erwähnt, die heutige Sakristei gilt als ältester Teil der Kirche. Die rote Rankenbemalung im Turm stammt aus dieser Zeit.
1429 brannten die Hussiten Dorf und Kirche nieder; beides wurde wieder aufgebaut. Dabei wurde ein kleines Kirchenschiff in Richtung Westen an den Turm angefügt.

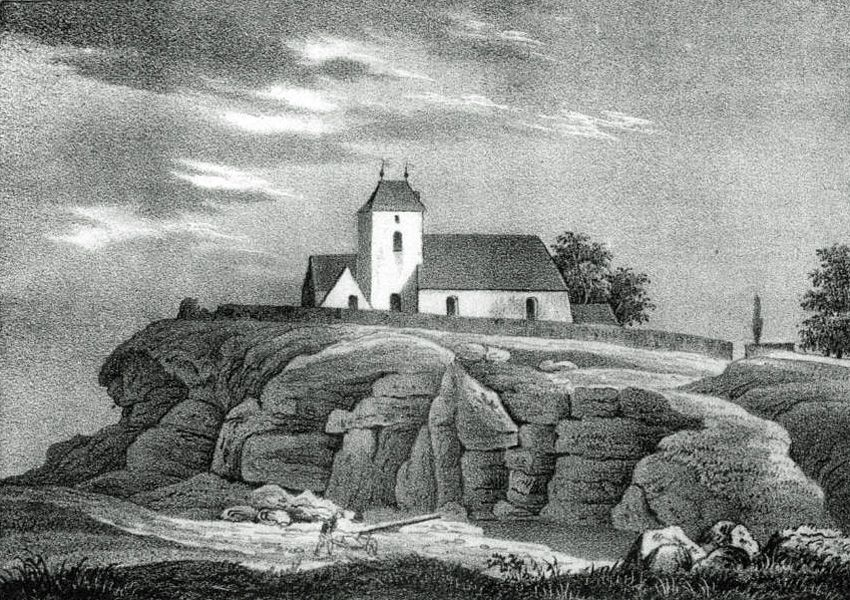
Beuchaer Kirche vor der Erweiterung (um 1840)

1529 war das Jahr der Reformation in Beucha – die Jahreszahl findet sich deshalb auf einer der beiden Wetterfahnen. In diesem Jahr wurde Zweenfurth Filialkirche von Beucha. Zur Zeit der Völkerschlacht 1813 diente der Kirchberg als Ausguck, es raubten aber auch Kosaken die Pfarrei völlig aus und stahlen das Abendmahlsgerät.
Gegen Mitte des 19. Jahrhunderts gab es Bestrebungen, zur Erweiterung des Steinbruchs die Kirche abzureißen. Es ist das Verdienst von Eduard Stephani (1787–1856), der seit 1811 Pfarrer von Beucha und der Filialkirche Zweenfurth war, dass die Kirche erhalten blieb. Er widersetzte sich immer wieder erfolgreich den Angeboten, der Kirchgemeinde den Kirchberg abzukaufen. Stattdessen wurde 1847/1848 das Kirchenschiff abgerissen und das heutige größere errichtet. Die Jahreszahl 1848 auf der zweiten Wetterfahne erinnert daran. Zugleich wurde der Kanzelaltar eingebaut.
1945 wurden Kirchendach und Orgel bei einem Bombenangriff stark beschädigt. Von 1946 bis 1947 erfolgte eine notdürftige Instandsetzung. 1989 musste die Kirche wegen Baufälligkeit gesperrt werden. Danach gab es bis 1997 umfangreiche Instandsetzungsarbeiten. Dabei wurde für die Farb- und Innengestaltung die Ausgestaltung um das Jahr 1900 zugrunde gelegt. Am Reformationstag 1997 konnte unter großer öffentlicher Anteilnahme die Bergkirche Beucha wieder eingeweiht werden.

## Kirchgemeinde
Mit Wirkung vom 1. Januar 2020 haben die Evangelisch-Lutherischen Kirchgemeinden Borsdorf-Zweenfurth, Gerichshain-Althen und Panitzsch (seit 1. Januar 2020: Vereinigte Evangelisch-Lutherische Kirchgemeinde Parthenaue-Borsdorf), die Evangelisch-Lutherische St.-Nikolai-Kirchgemeinde Machern und die Evangelisch-Lutherische Kirchgemeinde Püchau-Bennewitz (seit 1. Januar 2020: Vereinigte Evangelisch-Lutherische Kirchgemeinde Machern-Püchau-Bennewitz), die Evangelisch-Lutherische Kirchgemeinde Brandis-Polenz und die Evangelisch-Lutherische Kirchgemeinde Beucha-Albrechtshain im Kirchenbezirk Leipziger Land ein Schwesterkirchverhältnis gegründet. Trägerin der gemeinsamen Pfarrstellen und anstellende Kirchgemeinde gemäß Kirchgemeindestrukturgesetz (§ 2 Abs. 3) ist die Evangelisch-Lutherische Kirchgemeinde Parthenaue-Borsdorf.

## Pfarrer seit 1529
- 1529 – Rösler, Thomas
- 1534 – Braun, Konrad
- 1540 – Helmet, Leonhard
- 1540 – 1541 Klinger, Georg
- 1541 – Götsching, Johann
- 1542 – Reuber, Blasius
- 1544 – Hennig, Jacob
- 1557 – Heyer, Peter
- 1571 – Moßdorf, Kaspar
- 1581 – Brenner, Samuel
- 1600 – Weingart, Christoph
- 1638 – Simon, Conrad
- 1663 – Braun, Johann
- 1686 – Simon, Konrad Michael
- 1700 – Claudius, Christoph
- 1726 – Flacht, Georg Andreas
- 1748 – Albanus, Johann Lebrecht
- 1781 – Nitzsch, Carl Ludwig
- 1785 – Stephani, Friedrich Gottlob
- 1811 – Stephani, Eduard
- 1856 – Brand, Alexander Gottlieb
- 1882 – Grundmann, Hermann Eduard
- 1909 – Jakobi, Adolf
- 1927 – Rennicke, Ludwig *Walter
- 1948 – Richter, Karl *Konrad
- 1961 – Lappe, Herwarth[15]
- 1973 – Scholz, Helmut
- 1981 – Zacher, Christina[16]

## Varia

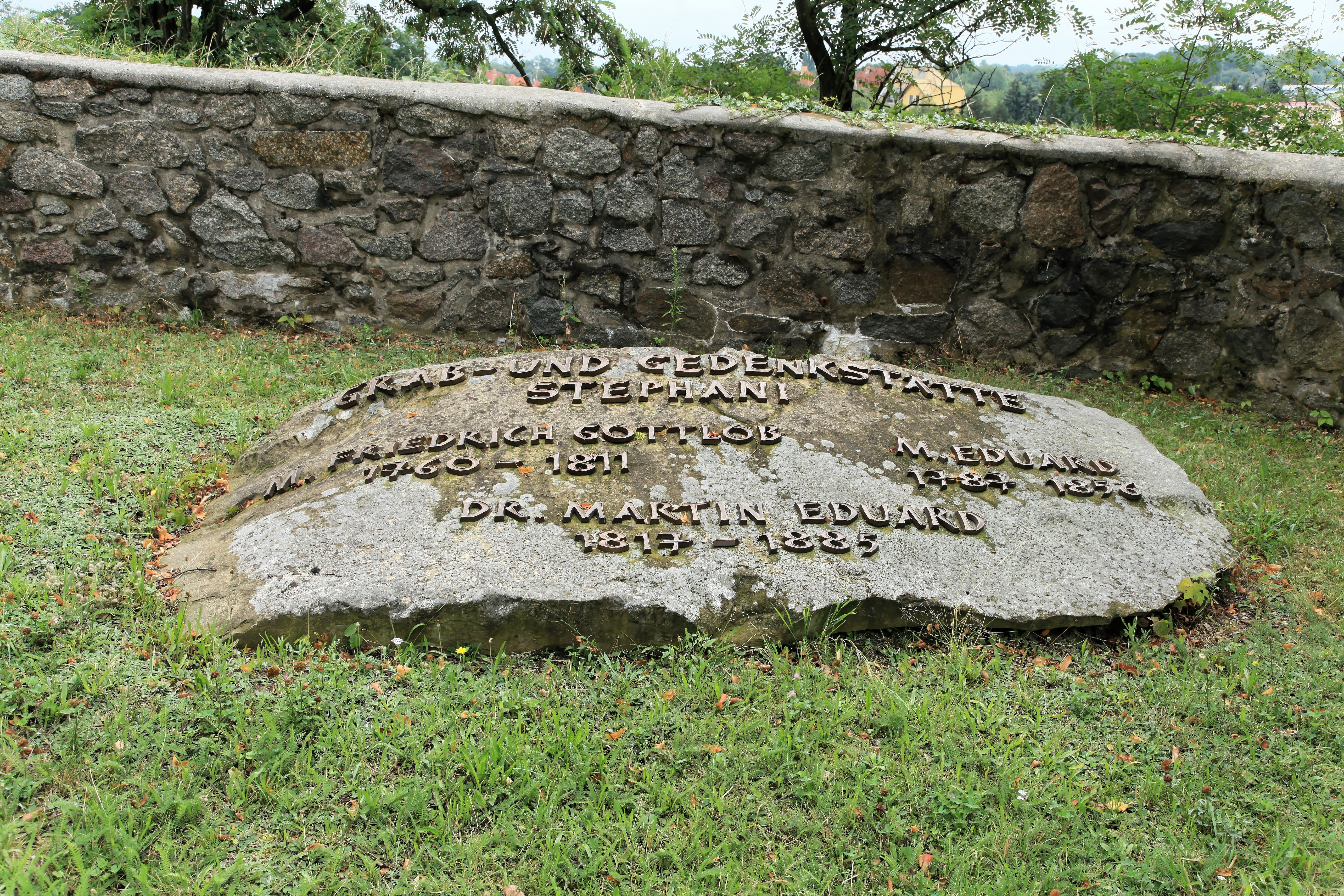
Grab- und Gedenkstätte an der Bergkirche für 3 Generationen Stephani: Großvater, Vater (beide Pfarrer zu Beucha) und Sohn Eduard Stephani

- Eine Grabstätte neben der Bergkirche erinnert an drei Generationen Stephani, die mit Beucha und dem Gotteshaus verbunden sind: Pfarrer Friedrich Gotthold Stephani (1760–1811) studierte an der Universität Leipzig ab 1779, wurde Magister und wirkte von 1785 bis 1811 als Pfarrer in Beucha. Dessen Sohn Eduard Stephani (1787–1856) war von 1800 bis 1805 Fürstenschüler in Grimma, studierte ab 1805 an der Universität Leipzig, erwarb 1818 den Grad des Magisters, wurde 1810 Katechet in Leipzig St. Petri und wirkte von 1811 bis 1856 als Nachfolger seines Vaters in Beucha. Seine zwei Söhne sind Martin Eduard Stephani (1817–1885), Vizebürgermeister von Leipzig und ebenfalls an der Bergkirche beigesetzt, und Ludolf Stephani (1816–1887), Klassischer Archäologe.
- Vom Maler Erich Gruner sind Entwürfe aus dem Jahr 1919 überliefert, die die Bergkirche Beucha mit einer von Gruner gestalteten Innen-Ausmalung der Kirche zeigen. Das Projekt wurde jedoch nicht verwirklicht.[17][18][19]
- Zur Bergkirche Beucha ist folgender Achtzeiler überliefert:

„Beuchaer Kirchlein
 auf felsiger Höh'
 weit in das Land
 ich dich blicken seh';
 ringsum der Brüche
 gähnender Schlund,
 bist du mir Gleichnis
 vom festen Grund!
 1. Kor. 3,11“